# Athetis postdentata
Athetis postdentata là một loài bướm đêm trong họ Noctuidae.